# Rupiah Banda
Rupiah Banda (n. 13 februarie 1937, Gwanda, Matabeleland South, Zimbabwe – d. 11 martie 2022, Lusaka, Zambia) a fost un politician din Zambia. A ocupat funcția de președinte al țării în perioada 2008–2011.